# The Plucky Squire
The Plucky Squire (lett. "L'indomito scudiero") è un videogioco d'azione e avventura sviluppato dallo sviluppatore indipendente All Possible Futures e pubblicato da Devolver Digital, il 17 settembre 2024, per PlayStation 5, Xbox Series X/S, Nintendo Switch e Steam.
Il gioco segue le magiche avventure dei personaggi fiabeschi Jot e dei suoi amici che scoprono un mondo tridimensionale al di fuori delle pagine del loro libro.

## Trama
L'eroico Jot viene cacciato dal suo libro di fiabe dal malvagio Humgrump, costringendolo a esplorare e affrontare sfide sia all'interno del suo libro di fiabe che nel mondo esterno. Quando il perfido Humgrump si rende conto di essere il cattivo della storia, destinato ad essere sconfitto dalle forze della rettitudine guidate dall'eroico Jot, caccia l'eroe dalle pagine e cambia la storia per sempre.
Per ripristinare il lieto fine della fiaba e salvare i suoi amici dalle forze oscure di Humgrump, Jot dovrà affrontare sfide mai viste prima. Nel suo viaggio per ripristinare il finale del libro, Jot si ritrova con la capacità di saltare tra il mondo 2D e quello 3D, incontrando enigmi da risolvere e mini sfide da completare, volare con jetpack e molti altri ostacoli mentre diventa l'eroe di un libro di fiabe vivente.

## Sviluppo
The Plucky Squire è stato sviluppato dallo studio di videogiochi indipendente All Possible Futures, fondato da James Turner e Jonathan Biddle. Prima di co-fondare All Possible Futures, Turner è stato un designer per Game Freak e ha diretto il videogioco HarmoKnight, oltre a occuparsi della grafica per vari giochi Pokémon. Il co-fondatore Biddle ha precedentemente lavorato con Devolver Digital come direttore creativo per The Swords of Ditto e ha fondato lo studio Onebitbeyond che ha anche sviluppato il gioco.
I personaggi Jot e Moonbeard furono creati originariamente da Turner per un fumetto online prima di essere utilizzati per The Plucky Squire. L'attore inglese Philip Bretherton è il narratore del gioco.
Il gioco era originariamente previsto per un lancio nel 2023, ma venne in seguito posticipato al 2024. Nell'agosto 2024, è stato annunciato che il gioco sarebbe uscito il 17 settembre.